# Puccinia holwayula
Puccinia holwayula ist eine Ständerpilzart aus der Ordnung der Rostpilze (Pucciniales). Der Pilz ist ein Endoparasit des Korbblütlers Oyedaea verbesinoides. Symptome des Befalls durch die Art sind Rostflecken und Pusteln auf den Blattoberflächen der Wirtspflanzen. Sie ist ein Endemit Costa Ricas.

## Merkmale

### Makroskopische Merkmale
Puccinia holwayula ist mit bloßem Auge nur anhand der auf der Oberfläche des Wirtes hervortretenden Sporenlager zu erkennen. Sie wachsen in Nestern, die als gelbliche bis braune Flecken und Pusteln auf den Blattoberflächen erscheinen.

### Mikroskopische Merkmale
Das Myzel von Puccinia holwayula wächst wie bei allen Puccinia-Arten interzellulär und bildet Saugfäden, die in das Speichergewebe des Wirtes wachsen. Ihre Spermogonien wachsen oberseitig auf den Wirtsblättern. Die überwiegend blattoberseitig wachsenden Aecien der Art sind kurzzylindrisch und hellbraun bis weißlich. Sie besitzen 25–32 × 21–27 µm große, kugelige bis breitellipsoide und bräunliche Aeciosporen mit warziger Oberfläche. Die zimtbraunen Uredien des Pilzes wachsen blattunterseitig. Ihre gelbbraunen Uredosporen sind 23–26 × 26–29 µm groß, zumeist gedrückt kugelig und stachelwarzig. Die blattunterseitig wachsenden Telien der Art sind kastanienbraun, kompakt und unbedeckt. Die hell goldbraunen Teliosporen sind einzellig, in der Regel zylindrisch bis keulig-zylindrisch und 60–95 × 19–26 µm groß. Ihre Stiele sind farblos und bis zu 60 µm lang.

## Verbreitung
Das bekannte Verbreitungsgebiet von Puccinia holwayula umfasst lediglich Costa Rica.

## Ökologie
Die Wirtspflanze von Puccinia holwayula ist die Heliantheaenart Oyedaea verbesinoides. Der Pilz ernährt sich von den im Speichergewebe der Pflanzen vorhandenen Nährstoffen, seine Sporenlager brechen später durch die Blattoberfläche und setzen Sporen frei. Die Art durchläuft einen Entwicklungszyklus mit Spermogonien, Aecien, Telien und Uredien.